# Milionia plesiobapta
Milionia plesiobapta là một loài bướm đêm trong họ Geometridae.